# Tambelang (Karangsembung)
Tambelang is een bestuurslaag in het regentschap Cirebon van de provincie West-Java, Indonesië. Tambelang telt 2510 inwoners (volkstelling 2010).